# Jorge Alcalde
Jorge Luis Félix Alcalde Millos (Callao, 26 novembre 1916 – Lima, 25 giugno 1990) è stato un calciatore peruviano, di ruolo attaccante.

## Carriera

### Club
Cresciuto nel Sport Boys, militò nel club rosanero fino al 1938. Dal 1939 al 1945 militò in Argentina: River Plate dal 1939 al 1942 e Banfield dal 1943 al 1945. Nel 1946 militò nelle file del Liverpool Montevideo, club uruguaiano. Nel 1947 tornò in patria, al Deportivo Municipal. L'anno successivo passò all'Universitario. Concluse la propria carriera da calciatore nel 1951, dopo aver militato per due stagioni nel Sport Boys.

### Nazionale
Debuttò con la maglia della Nazionale peruviana il 20 gennaio 1935, in Perù-Argentina (1-4), gara valida per la Copa América 1935. Nel 1936 partecipò alle Olimpiadi di Berlino, nel corso delle quali la selezione peruviana raggiunse la semifinale, dopo aver battuto la Finlandia per 7-3 e l'Austria per 4-2. La vittoria contro gli austriaci, però, fu annullata dalla FIFA, che ordinò di giocare nuovamente la partita senza spettatori, provocando il ritiro del Perù. In quel torneo Alcalde segnò un gol. L'anno successivo partecipò alla Coppa America 1937, competizione in cui mise a segno due reti in cinque gare. Nel 1938 partecipò ai Giochi bolivariani di Bogotà. Nella competizione, terminata con la vittoria della selezione peruviana, Alcalde siglò 5 reti in tre incontri. L'anno successivo scese in campo nella Coppa America 1939, competizione vinta dalla nazionale peruviana. Nel corso della competizione ha siglato 5 reti in 4 gare, risultando il secondo miglior marcatore del torneo dopo Teodoro Fernández. Con la nazionale peruviana collezionò, in totale, 14 presenze e 14 reti.

## Statistiche

### Cronologia presenze e reti in nazionale
| Cronologia completa delle presenze e delle reti in nazionale ― Perù | Cronologia completa delle presenze e delle reti in nazionale ― Perù | Cronologia completa delle presenze e delle reti in nazionale ― Perù | Cronologia completa delle presenze e delle reti in nazionale ― Perù | Cronologia completa delle presenze e delle reti in nazionale ― Perù | Cronologia completa delle presenze e delle reti in nazionale ― Perù | Cronologia completa delle presenze e delle reti in nazionale ― Perù | Cronologia completa delle presenze e delle reti in nazionale ― Perù |
| Data                                                                | Città                                                               | In casa                                                             | Risultato                                                           | Ospiti                                                              | Competizione                                                        | Reti                                                                | Note                                                                |
| ------------------------------------------------------------------- | ------------------------------------------------------------------- | ------------------------------------------------------------------- | ------------------------------------------------------------------- | ------------------------------------------------------------------- | ------------------------------------------------------------------- | ------------------------------------------------------------------- | ------------------------------------------------------------------- |
| 20-1-1935                                                           | Lima                                                                | Perù                                                                | 1 – 4                                                               | Argentina                                                           | Coppa America 1935                                                  | -                                                                   |                                                                     |
| 8-8-1936                                                            | Berlino                                                             | Perù olimpica                                                       | 4 – 2                                                               | Austria olimpica                                                    | Olimpiadi 1936 - Quarti di finale                                   | 1                                                                   |                                                                     |
| 27-12-1936                                                          | Buenos Aires                                                        | Brasile                                                             | 3 – 2                                                               | Perù                                                                | Coppa America 1937                                                  | -                                                                   |                                                                     |
| 6-1-1937                                                            | Buenos Aires                                                        | Uruguay                                                             | 4 – 2                                                               | Perù                                                                | Coppa America 1937                                                  | -                                                                   |                                                                     |
| 16-1-1937                                                           | Buenos Aires                                                        | Argentina                                                           | 1 – 0                                                               | Perù                                                                | Coppa America 1937                                                  | -                                                                   |                                                                     |
| 21-1-1937                                                           | Buenos Aires                                                        | Perù                                                                | 2 – 2                                                               | Cile                                                                | Coppa America 1937                                                  | 2                                                                   |                                                                     |
| 24-1-1937                                                           | Buenos Aires                                                        | Perù                                                                | 1 – 0                                                               | Paraguay                                                            | Coppa America 1937                                                  | -                                                                   |                                                                     |
| 8-8-1938                                                            | Bogotà                                                              | Colombia olimpica                                                   | 2 – 4                                                               | Perù olimpica                                                       | Giochi bolivariani 1938                                             | 1                                                                   |                                                                     |
| 11-8-1938                                                           | Bogotà                                                              | Perù olimpica                                                       | 9 – 1                                                               | Ecuador olimpica                                                    | Giochi bolivariani 1938                                             | 4                                                                   |                                                                     |
| 14-8-1938                                                           | Bogotà                                                              | Perù olimpica                                                       | 3 – 0                                                               | Bolivia olimpica                                                    | Giochi bolivariani 1938                                             | 1                                                                   |                                                                     |
| 15-1-1939                                                           | Lima                                                                | Perù                                                                | 5 – 2                                                               | Ecuador                                                             | Coppa America 1939                                                  | 2                                                                   |                                                                     |
| 22-1-1939                                                           | Lima                                                                | Perù                                                                | 3 – 1                                                               | Cile                                                                | Coppa America 1939                                                  | 1                                                                   |                                                                     |
| 29-1-1939                                                           | Lima                                                                | Perù                                                                | 3 – 0                                                               | Paraguay                                                            | Coppa America 1939                                                  | 1                                                                   |                                                                     |
| 12-2-1939                                                           | Lima                                                                | Perù                                                                | 2 – 1                                                               | Uruguay                                                             | Coppa America 1939                                                  | 1                                                                   |                                                                     |
| Totale                                                              |                                                                     | Presenze                                                            | 14                                                                  |                                                                     | Reti                                                                | 14                                                                  |                                                                     |

## Palmarès

### Club

#### Competizioni nazionali
- Campionato peruviano: 3

Sport Boys: 1935, 1937
Universitario: 1949
- Campionato argentino: 2

River Plate: 1941, 1942

### Nazionale
- Giochi Bolivariani: 1

1938
- Coppa America: 1

1939

### Individuale
- Capocannoniere del campionato peruviano: 2

1935, 1938
- Capocannoniere dei Giochi Bolivariani: 1

1938